# Île de Capones
L'île de Capones, également connue sous le nom de Isla de Capon Grande en espagnol, est une petite île d'environ 1,9 kilomètre de long sur 0,4 kilomètre de large, à son point le plus large, au large des côtes de la province de Zambales sur l'ouest de la grande île de Luçon aux Philippines.
C'est la plus grande des îles Capones (Islotes de los Capones), un groupe de trois petites îles qui comprend également l'île Camara voisine et un autre îlot relié par un banc de sable. L'île fait partie administrativement du barangay de Pundaquit de la municipalité de San Antonio.
L'île est caractérisée par d'énormes formations rocheuses et des falaises abruptes entourées de sable blanc et de plages de corail. Le phare de l'île Capones est situé sur la colline près de l'extrémité ouest de l'île.
En 2004, une proposition a été faite pour que l'île devienne une réserve marine.